# William Small (Gelehrter)

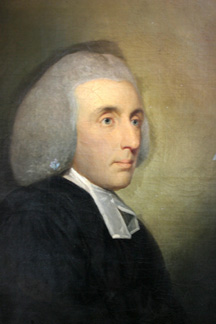
William Small

William Small (* 13. Oktober 1734 in Carmyllie, Schottland; † 25. Februar 1775 in Birmingham) war ein schottischer Gelehrter und Professor in Virginia vor der amerikanischen Unabhängigkeitserklärung und ein prägender Vordenker seines Schülers Thomas Jefferson.
Geboren als Sohn des presbyterianischen Pfarrers James Small begann Small seine Ausbildung an der Dundee Grammar School, um im Anschluss daran ab 1755 am Marischal College in Aberdeen Medizin und Naturwissenschaften zu studieren; sein Lehrplan umfasste Mathematik, Naturphilosophie, klassische Sprachen, Chemie, Anatomie, Materia Medica (heute: Pharmakologie), Chirurgie und Geburtshilfe. Gegen Ende seines Studiums, 24-jährig, wurde Small 1758 als Professor für Naturwissenschaften an das College of William and Mary in Williamsburg in der damaligen englischen Kolonie Virginia berufen. Für die Zeit seiner Professur unterbrach Small sein Studium, nahm es aber nach seiner Rückkehr wieder auf und beendete es noch im selben Jahr.
Zwischen 1758 und 1764 hielt Small seine Vorlesungen in Williamsburg in englischer Sprache, was unter den Professoren Unmut auslöste, da sie den Unterricht traditionell in Latein abhielten, was aber unter den Studenten sehr begrüßt wurde. Seine Ansichten von der natürlichen Ordnung der Dinge und der daraus folgenden politischen Konsequenzen fand viele interessierte Zuhörer unter der Studentenschaft. Zu diesen Studenten gehörte auch Thomas Jefferson; zwischen ihm und Small entstand eine persönliche Freundschaft, die großen Einfluss auf Jefferson hatte. In seiner Autobiographie weist Jefferson deutlich darauf hin, dass seine politischen Vorstellungen, die sehr starken Widerhall in der amerikanischen Verfassung und der parlamentarischen Geschäftsordnung des Senats fanden und die beide weitgehend aus Jeffersons Feder stammten, stark von Small beeinflusst waren.
1764 kehrte Small nach Aberdeen zurück, nachdem seine Kandidatur als Kanzler der Universität gescheitert war. Nach Erlangung der Doktorwürde eröffnete er in Birmingham eine Arztpraxis. Ein Empfehlungsschreiben Benjamin Franklins ließ ihn rasch in Kontakt mit Erasmus Darwin und dessen Freund Matthew Boulton, einem Unternehmer, kommen. Gemeinsam gründeten sie 1765 die Lunar Society, einen kleinen Freundeskreis von ambitionierten Wissenschaftlern, Philosophen, Unternehmern und Dichtern, der sich zu einem wichtigen Think Tank der frühen industriellen Revolution entwickelte.
Small starb am 25. Februar 1775 an einer Malariainfektion, die er sich während seines Aufenthaltes in Virginia zugezogen hatte. Sein Grab liegt auf dem Friedhof der St. Philips Church in Birmingham.
Zu Ehren Smalls wurde 1963 ein Neubau auf dem Kampus des College of William and Mary als Small Hall benannt.